# Mujer de fuego
Mujer de fuego es una película dramática de 1989 dirigida por Mario Mitriotti. Coproducida entre Colombia, Venezuela, México y Estados Unidos, fue estrenada en las salas colombianas el 18 de febrero de 1989. Contó con los papeles protagónicos de Sonia Infante, Roberto Guzmán, Carlos Montilla y Lucero Cortés.

## Sinopsis
Corina, una mujer de humilde procedencia pierde a su hijo a manos de un policía corrupto. Al no poder hacer justicia por las vías legales, decide ingresar a los poderosos carteles de narcotraficantes para conseguir el apoyo suficiente que le permita venga la muerte de su querido hijo.

## Reparto principal
- Sonia Infante es Corina.
- Roberto Guzmán es el costeño.
- Carlos Montilla es Alfredo.
- Lucero Cortés es Estela.